# Milan Bureš
Mgr. Milan Bureš (* 18. února 1954, Nový Jičín) je český politik, bývalý senátor za obvod č. 67 – Nový Jičín a člen ODS.

## Vzdělání, profese a rodina
Po maturitě absolvoval Pedagogickou fakultu v Ostravě. Studoval na Institutu výtvarné fotografie v Praze a dva semestry na FAMU, avšak školu nedokončil.
V letech 1978 – 1990 učil na ZŠ Alšova v Kopřivnici, kde byl roku 1990 jmenován ředitelem.
S manželkou Danielou má dceru Ivu a syna Milana.

## Politická kariéra
V roce 1993 vstoupil do ODS. Od roku 1994 do roku 2006 byl zastupitelem města Kopřivnice, v letech 2002 až 2006 pak byl místostarostou tohoto města.
V letech 2004 až 2010 byl členem Senátu PČR, když první kolo voleb do horní komory za obvod č. 67 – Nový Jičín vyhrál nad tehdejším křesťanskodemokratickým senátorem Jaroslavem Šulou v poměru 23,59 % ku 18,28 % hlasů. Ve druhém kole zvítězil se ziskem 52,24 % všech platných hlasů. V senátu se zabývá hlavně problematikou školství. Je místopředsedou Výboru pro vzdělávání, vědu, kulturu, lidská práva a petice. Ve volbách 2010 svůj mandát senátora obhajoval. Ve druhém kole jej ale porazil stávající senátor Zdeněk Besta.